# Cerro El Ancla
El cerro El Ancla, también conocido como cerro del Ancla, corresponde a un cerro ubicado en la comuna de Antofagasta, Chile. La eminencia se encuentra a 270 m s. n. m. y en su base se extiende una parte de la ciudad.
El cerro recibe su nombre debido a la presencia de un emblema correspondiente a un ancla, que se encuentra dibujada en las proximidades de su cumbre.

## Historia
Los orígenes del ancla radican en la fundación de la misma ciudad. En el acta fundacional de La Chimba se ordenó marcar con un ancla el punto más visible del cerro adyacente a la naciente población, como una manera de guiar a los barcos que cargaban los materiales a utilizar en la construcción de la Compañía Melbourne Clark. En 1868, Jorge Hicks ordenó a un empleado de apellido Clavería pintar un ancla, como una señal de referencia para los barcos que surcaban la bahía San Jorge con destino hacia Antofagasta.
Clavería interpretó mal las instrucciones de Hicks, por lo cual finalmente pintó un ancla invertida, cuyas medidas son:
- Caña: 18 m.
- Argeneo: 4 m.
- Uña: 8 m.
- Cepo: 11 m.